# دفاع القدماء
دوتا (dota) هو اسم للعبة خيالية واختصار لجملة "defense of the ancients" (الدفاع عن المباني القديمة)، وهي خريطة من لعبة وور كرافت 3 : عهد الفوضى. تتكون اللعبة من فريقين، يحتوي كل منهما 5 لاعبين، ويجب تحطيم الأبراج للفريق الآخر وتنتهي إذا تدمر العرش المتجمّد (frozen throne) أو الشجرة (tree) فكل فريق بدافع عن مملكته.
دفاع القدماء هو سيناريو مخصص للعبة الفيديو الاستراتيجية الحقيقية وتوسعها، استنادا إلى خريطة «فترة النضال اللانهائية» لستار كرافت. والهدف من هذا السيناريو هو أن على كل فريق تدمير خصومه القدماء، تحت حراسة مشددة في هياكل معارضة في أركان الخريطة. اللاعبون يستخدموا وحدات قوية تعرف باسم الأبطال، وتقوم بمساعدة الحلفاء الأبطال والمقاتلين المحكمين المسمي ب «لصوص». كما في لعبة لعب الأدوار، اللاعبون يمهدوا بطلهم ويستخدموا الذهب لشراء المعدات خلال المهمة.
وقد تم تطوير السيناريو مع "منظمة التحرير" من '، واستكمل بناءه حتى إطلاق التوسع، العرش المجمد. كانت هناك العديد من الاختلافات في المفهوم الأصلي؛ الأكثر شعبية هو دي أو تي ايه كل النجوم، والتي قد يحتفظ بها العديد من الكتاب خلال التطوير. المطور الحالي معروف عن طريق اسمه المستعار «الضفدع الجليد»، وقد طور اللعبة منذ عام 2005.
منذ صدورها، كل النجوم أصبح سمة في العديد من البطولات في جميع أنحاء العالم، بما في ذلك بليزارد الترفيه بليزكون وعالم الألعاب الإلكتروني الآسيوي، فضلا عن هواة الألعاب الرياضية وفئات العاب التطور؛ جامستورا أعلن أن دي أو تي ايه ربما كان الأكثر شعبية «اللعبة الحرة، وغير المدعومة في العالم».

## الروابط الخارجية
- الموقع الرسمي
- GetDotA.com, the official download website for DotA نسخة محفوظة 2 يوليو 2015 على موقع واي باك مشين.